# Estadio José María Minella
Estadio José María Minella – stadion w Mar del Plata w Argentynie.
Stadion został wybudowany podczas przygotowań do Mistrzostw Świata w Piłce Nożnej 1978. Obiekt posiada 35 354 miejsc, ale jak na innych argentyńskich stadionach dużą liczbę zajmują miejsca stojące.
Podczas Mundialu 1978 zostały na nim rozegrane trzy mecze grupy A i trzy mecze grupy C.
Jako że w Mar de Plata nie ma żadnej drużyny grającej w Primera División (najwyższa klasa rozgrywkowa w Argentynie), rzadko są rozgrywane na tym stadionie mecze. Grają na nim głównie drugoligowe i miejscowe zespoły a latem pierwszoligowe drużyny rozgrywają na nim turnieje.
Obiekt jest również miejscem różnych imprez muzycznych.
Rozgrywano na nim turnieje rugby 7 z cyklu Mar del Plata Sevens.